# Хассан, Мойсес
Мойсес Хассан Моралес (Моисес Хасан, исп. Moisés Hassan Morales; родился 4 мая 1942 года) — никарагуанский политик. Один из пяти членов Правительственной хунты национального возрождения, правившей страной в 1979—1984 годах после падения режима Сомосы в результате Сандинистской революции.

## Биография
Родившийся в Манагуа 4 мая 1942 года в семье никарагуанки и палестинца из Газы, Хассан изучал инженерное дело в Национальном автономном университете Никарагуа (UNAN). В 1968 году он получил докторскую степень по физике в Университете штата Северная Каролина в Роли.
Давний антисомосовский диссидент, Хассан был одним из первых членов Сандинистского фронта национального освобождения (СФНО) с 1960-х. В 1958 году он впервые принял участие в акции протеста против диктатуры Сомосы и несколько раз попадал в тюрьму за свою оппозиционную деятельность. Он стал одной из ключевых фигур СФНО к моменту апогея революционного движения в конце 1970-х годов, создавая подпольные сети в трущобах Манагуа.
Он был деканом Колледжа науки и литературы UNAN, пока открыто не присоединился к антисомосовскому движению в 1978 году. Он был главой Национальной ассоциации преподавателей и стал её делегатом в Объединённом народном движении — коалиции гражданских групп, поддерживающих сандинистов. Он возглавил восстание против режима в сентябре 1978 года.
В 1979 году он вошёл в состав состоящей из пяти человек Хунты национального возрождения вместе с двумя другими сандинистами — интеллектуалом Серхио Рамиресом и командиром Даниэлем Ортегой, — а также вдовой издателя La Prensa Педро Хоакина Чаморро Карденаля Виолетой Чаморро и бизнесменом Альфонсо Робело. Хассан покинул этот правительственный орган в марте 1981 года.
Хассан занимал пост министра строительства, пока не стал заместителем министра внутренних дел в мае 1983 года. С 1984 по 1988 год он был мэром никарагуанской столицы Манагуа. В этой должности особенно пригодились его инженерно-технические навыки, поскольку он справлялся с постоянными наводнениями в столице.
Хассан покинул СФНО в 1988 году. Он был отстранён от должности мэра за невыполнение приказов Национального директората Сандинистского фронта, состоящего из девяти членов, поскольку порой идеологически расходился со сторонниками жёсткой линии Томаса Борхе и Байярдо Арсе. Вскоре Хассан вышел из партии.
16 декабря 2009 года он опубликовал книгу La Maldición de Güegüense.
Его документы хранятся в библиотеке и архиве Института Гувера в Стэнфордском университете, который приобрёл их в 2002 году.